# Marko Alerić
Marko Alerić (Zagreb, 20. lipnja 1970.), hrvatski jezikoslovac i stručni suradnik Hrvatske radiotelevizije.

## Mladost
Rodio se u Zagrebu 1970. Diplomirao je na studiju kroatistike Filozofskoga fakulteta u Zagrebu, a zatim magistrirao i doktorirao na istome fakultetu iz znanstvenoga polja filologije, grane kroatistike. 

## Znanstvena karijera
Zaposlen je na Odsjeku za kroatistiku Filozofskoga fakulteta kao docent, a predavanja i seminare osim na Filozofskome fakultetu održavao je ili održava i na Učiteljskome fakultetu, Prirodoslovno-matematičkome fakultetu, Katoličkome bogoslovnom fakultetu, Akademiji dramskih umjetnosti u Zagrebu i Hrvatskim studijima. Sudjelovao je na mnogim međunarodnim znanstvenim skupovima, održao više javnih predavanja, objavio znanstvene radove iz područja jezikoslovlja. Hrvatskim jezikom u poslovnom komuniciranju bavi se više od deset godina. Za to je vrijeme održao brojna predavanja i edukacije. 

## HRT
Stalni je stručni suradnik obrazovnoga, znanstvenoga i kontakt-programa Hrvatske radiotelevizije. Stalni je stručni suradnik u emisiji Radio Sljemena "Hrvatski naš svagdašnji".

## Djela
Napisao više djela, od kojih se ističe:
- Hrvatski u upotrebi.